# Tuin van geneeskrachtige planten Paul Moens
De Tuin van geneeskrachtige planten Paul Moens (Frans: Jardin des plantes médicinales Paul Moens) is een kruidentuin in Sint-Lambrechts-Woluwe in het Brussels Hoofdstedelijk Gewest.
De tuin is aangelegd op een terrein van tweeduizend vierkante meter en wordt omringd door een openbaar park van tweeënhalf hectare. Er bevinden zich honderden inheemse en geacclimatiseerde planten, struiken en bomen, variërend van geneeskrachtige, voedzame en giftige gewassen tot kruiden.
De tuin en het park maken deel uit van de Katholieke Universiteit te Leuven (UCLouvain) te Brussel. De UCLouvain beheert naast deze tuin ook nog de beeldentuin en het Farmaceutisch Museum Albert Couvreur, beide eveneens in Sint-Lambrechts-Woluwe.
Het geheel heeft een informatieve functie voor studenten geneeskunde, farmacie en dieetleer. Deze functie had het ook al in vroegere tijden voor artsen, apothekers en diëtisten, voor wie het werd opgezet. De tuin en het park zijn gratis toegankelijk.